# Billet de 50 francs bleu (1884)
Pour les articles homonymes, voir 50 francs.
Recto
Verso
Chronologie
50 francs bleu 1864 50 francs bleu et rose
Le 50 francs bleu 1884 est un billet de banque français créé le 1er août 1884, mis en circulation à partir du 10 novembre 1884 par la Banque de France à la place du 50 francs bleu 1864. Il a été remplacé par le 50 francs bleu et rose.

## Historique
Imprimé de 1884 à 1889, ce billet fut retiré de la circulation à compter du 24 octobre 1891 et privé définitivement de son cours légal le 2 janvier 1923.

## Description
Il est dessiné par le peintre Daniel-Dupuis et Georges Duval ; la gravure est de Jules Robert. 
Les vignettes sont ovales et portent au recto deux têtes de femmes surmontées d'angelots et au verso deux femmes assises se tenant la main symbolisant l’Agriculture et l’Industrie.
Imprimé à l’encre bleue sur un papier légèrement teinté en chamois, il possède une tête de femme de profil comme filigrane. 
Ses dimensions sont de 178 × 123 mm.

## Remarques
En novembre 1884, de faux billets du type 50 francs bleu sont signalés dans le sud de la France, du côté de Toulouse. Cette découverte accéléra le processus de lancement de la nouvelle vignette.